# HD 150706
HD 150706 – gwiazda typu żółty karzeł, podobna do Słońca. Jest oddalona od Ziemi o ponad 88 lat świetlnych.
W 2002 roku odkryto planetę HD 150706 b okrążającą tę gwiazdę.